# Latium (région historique)
Cet article concerne la région historique. Pour la région italienne contemporaine, voir Latium.

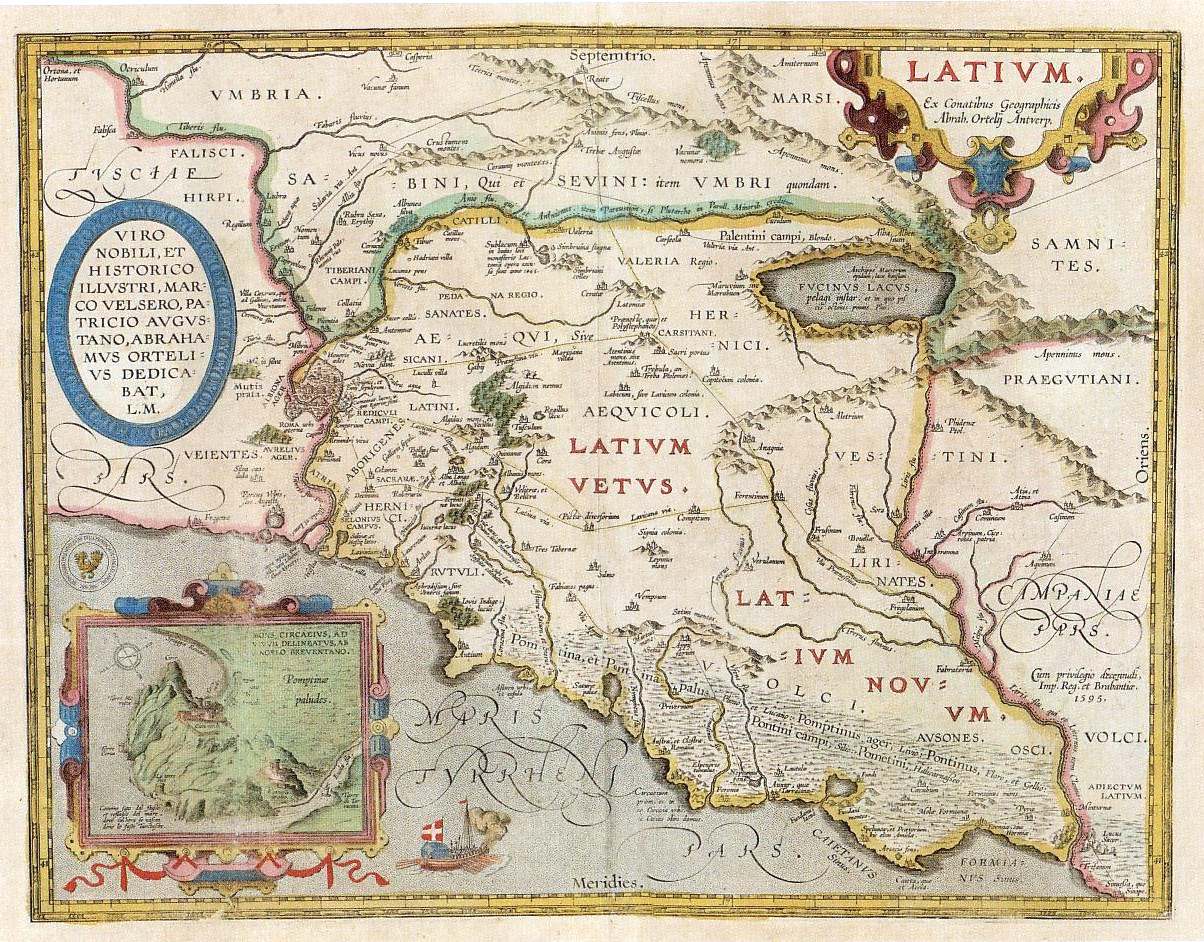
Abraham Ortel (1595) : Carte du Latium antique

Le Latium (Lătĭŭm en latin) est la région de l'Italie centrale occidentale dans laquelle la ville de Rome a été fondée et a grandi pour devenir la capitale de l'Empire romain. Le Latium était à l'origine un petit triangle de sol fertile et volcanique sur lequel résidait la tribu des Latins.
Il se trouve sur la rive gauche (est et sud) du Tibre et s'étend vers le nord jusqu'à la rivière Aniene (un affluent du Tibre sur la rive gauche) et vers le sud-est jusqu'aux Pomptina Palus (Marais Pontins) jusqu'au promontoire Circeian au sud. La rive droite du Tibre était occupée par la ville étrusque de Véies, et les autres frontières par des tribus italiques. Par la suite, Rome a vaincu Véies puis ses voisins italiques, en élargissant le Latium jusqu'à la chaîne des Apennins dans le nord-est et à l'extrémité opposée du marais dans le sud-est. Le descendant moderne du Latium, la région italienne du Latium (Lazio), est un peu plus grand que le Latium original.
L'ancienne langue des Latins, les tribus qui occupaient Latium, allait devenir le prédécesseur immédiat du latin archaïque, ancêtre du latin et des langues romanes. Le Latium a joué un rôle important dans l'histoire en raison de l'implantation sur son territoire de la capitale Rome, centre culturel et politique de l'Empire romain. Le Latium nous a transmis des œuvres célèbres et importantes de l'art, de l'architecture et de l'archéologie.

## Géographie
Au départ, le Latium est connu comme étant le pays des Latini, une tribu dont le centre était un grand volcan éteint de 64 kilomètres de circonférence, le « Mons Albanus» (Mont Alban, Colli Albani aujourd'hui), à 20 kilomètres au sud-est de Rome. Au centre du cratère se trouve un lac de forme ovale, le Lacus Albanus (Lago Albano). À la cime du deuxième plus haut sommet (Monte Cavo) se trouvait le temple dédié à Jupiter Latiaris, où les Latini exerçaient les fonctions de l'État avant leur soumission à Rome. Par la suite, les Romains y ont célébré des cérémonies religieuses et des fonctions d'État. Le dernier temple païen a été détruit au Moyen Âge, quand sa pierre et son emplacement ont été réutilisés pour la construction de divers monastères. Pendant la Seconde Guerre mondiale, la Wehrmacht a transformé l'endroit en une station de radio, qui a été capturée après une bataille d'infanterie par les troupes américaines en 1944. L'endroit est actuellement occupé par une station de télécommunications.
Le fait que Jupiter soit le dieu de l'État et que la langue latine soit issue du nom des Latini permettent de définir les Latins comme une tribu d'origine indo-européenne. Virgile, poète majeur du début de l'Empire romain, sous Auguste, estime que Latium est issu du mot pour « caché », parce que dans le mythe de Saturne, maître de l'âge d'or dans le Latium, Jupiter était caché à cet endroit.
L'étymologie moderne de Lazio affirme que le terme provient du mot latin latus, qui signifie « large », exprimant l'idée de « terrain plat » de la campagne romaine.

## Histoire
La région Latium avait été le foyer de populations agricoles sédentaires d'origine indo-européenne depuis le début de l'âge du bronze, connu par les Grecs anciens, et même auparavant par les Grecs mycéniens. Les Étrusques, à partir de leur région d'origine de l’Étrurie (Toscane moderne), ont exercé une forte influence culturelle et politique sur le Latium au cours du VIIIe siècle av. J.-C.. Cependant, ils ont été incapables d'affirmer l'hégémonie politique sur la région, qui a été contrôlée par les petites cités autonomes de manière analogue à la situation qui prévalait dans la Grèce antique. En effet, la proximité culturelle et géographique de la région avec les villes de la Magna Grecia a eu un fort impact au début de son histoire.
L'une des colonies non étrusques du Latium est la ville mythique d'Albe la Longue, située un peu au sud-est de la ville actuelle de Rome. Selon Tite-Live et d'autres autorités anciennes, c'est à cet endroit qu'a été fondée la Ligue latine, coalition de villes-États destinée à être un rempart contre l'expansion étrusque.
L'État-ville de Rome a émergé en tant que puissance politique et militaire dominante dans la région, à la suite de la destruction d'Albe la Longue par Rome au cours du milieu du VIIe siècle av. J.-C.,.
L'empereur Auguste a officiellement uni tout le territoire de l'Italie actuelle en une entité géopolitique unique, Italia, la divisant en onze régions. Le Latium, la Campanie et Naples devenant la Regio I.
Après la Guerre des Goths (535-553), cette région a retrouvé son indépendance, le Duché romain devenant propriété de l'empereur d'Orient. Cependant, les longues guerres contre les Lombards ont affaibli la région, qui a été absorbée par l'évêque romain, qui possédait déjà plusieurs propriétés dans ces territoires.
Le renforcement de l'aristocratie religieuse et ecclésiastique a conduit à des luttes de pouvoir continues entre seigneurs et l'évêque romain jusqu'au milieu du XVIe siècle. Le pape Innocent III a essayé de renforcer son propre pouvoir territorial, voulant affirmer son autorité par les représentants de l'Église dans les administrations provinciales de la Tuscia, Campagna et Marittima, afin de réduire la puissance de la famille Colonna. D'autres papes ont essayé de faire la même chose.
Pendant la période où la papauté résidait à Avignon (1309-1377), en raison de l'absence du pape de Rome, le pouvoir des seigneurs féodaux a augmenté. Les petites communes, et surtout Rome avec Cola di Rienzo, opposées à la montée en puissance des seigneurs, ont essayé de se présenter comme des antagonistes de la puissance ecclésiastique. Cependant, entre 1353 et 1367, la papauté a repris le contrôle du Latium et du reste des États pontificaux.
À partir du milieu du XVIe siècle, la papauté organise le Latium en entités provinciales de la succession de Saint-Pierre administrées par la papauté : gouverneurs à Viterbe, Marittima, Campagna et Frosinone.
Après l’éphémère République romaine du XVIIIe siècle et l'annexion de la région à la France par Napoléon Bonaparte en 1809, le Latium intègre de nouveau les États pontificaux en 1814.
Le 20 septembre 1870, la prise de Rome, sous le règne du pape Pie IX et la défaite de la France à Sedan achèvent l'unification italienne, le Latium est incorporé au Royaume d'Italie .
Désormais le Lazio est une des vingt régions, à savoir l'une des divisions administratives de premier niveau de l'État italien. Initialement conçue comme district administratif de l'État central, la région administrative a été créée par la constitution républicaine de 1947. Le premier organe politique administrant de la région a été créé le 7 juin 1970 avec l'élection du premier conseil de la région. La région moderne Lazio contient la capitale nationale Rome.

### Crédits de traduction
- (en) Cet article est partiellement ou en totalité issu de l’article de Wikipédia en anglais intitulé « Latium » (voir la liste des auteurs).